# 케라토사우루스류
케라토사우루스류(Ceratosauria)는 수각류들의 한 무리로 한때 딜로포사우루스과와 코엘로피시스상과까지 포함되는 군이라고 생각되었으나, 현재는 이들은 케라토사우루스류에서 제외되었다. 

## 분류
케라토사우루스류
- - 엘라프로사우루스
  - 리무사우루스
  - 스피노스트로페우스
  - 바하리아사우루스
  - 델타드로메우스

네오케라토사우루스류
- - 케라토사우루스
  - 게뇨덱테스
  - 아벨리사우루스상과